# گری کمپ
گری کمپ (انگلیسی: Gary Kemp؛ زادهٔ ۱۶ اکتبر ۱۹۵۹) یک موسیقی‌دان است. وی از سال ۱۹۷۹ میلادی تاکنون مشغول فعالیت بوده‌است.
او عضو گروه اسپاندئو بالت است.
از فیلم‌ها یا برنامه‌های تلویزیونی که وی در آن نقش داشته‌است می‌توان به محافظ شخصی اشاره کرد.